# Ladurée

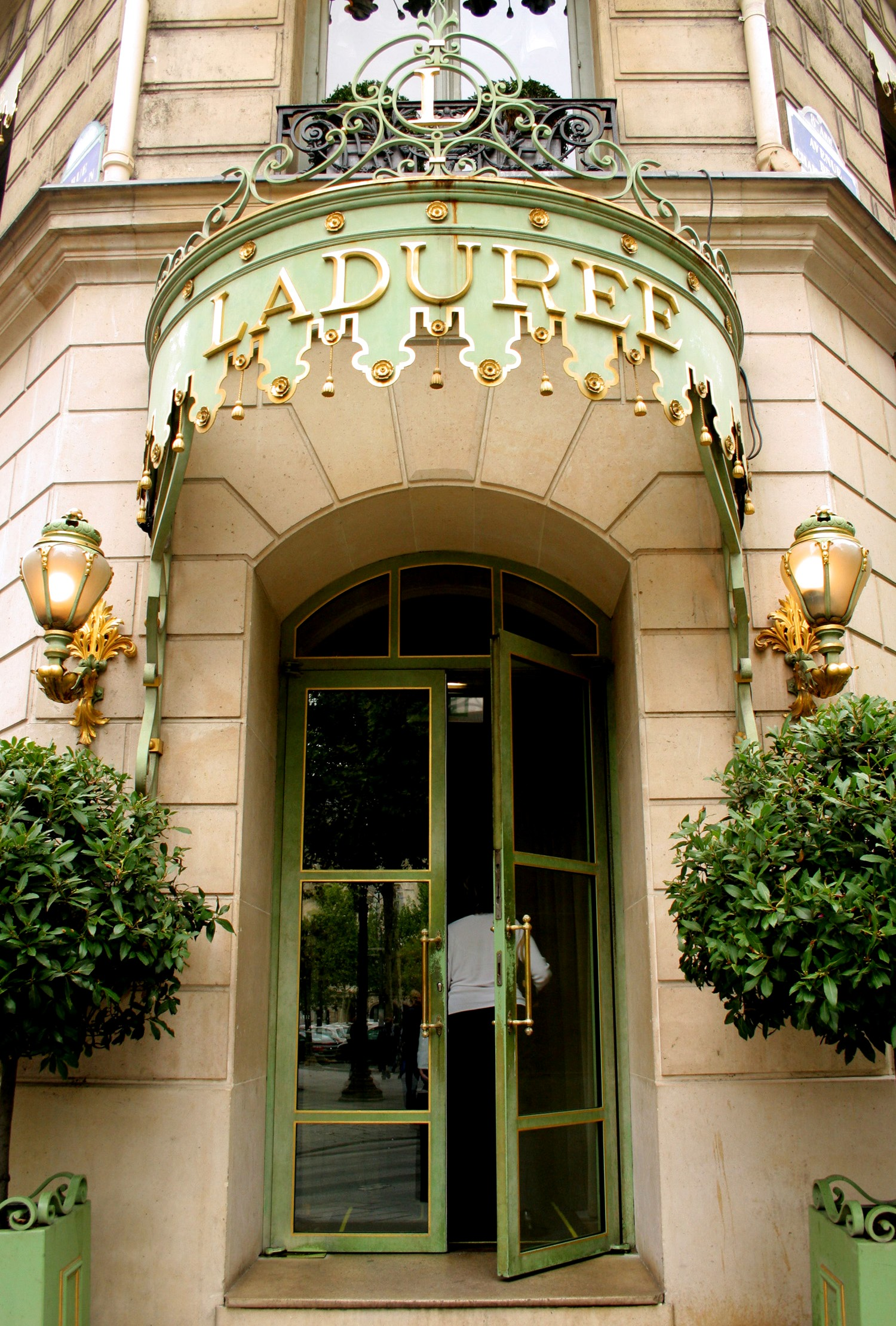
Fachada de los Campos Elíseos de la sede central de Ladurée.

Ladurée (pronunciación francesa: [la.dy.ʁe]) es una casa de repostería de lujo con sede en París (Francia). Es conocida como la inventora del macaron doble; de esta golosina, se venden unas 15.000 unidades cada día. Se considera que los macarons de esta casa siguen contándose entre los mejores.

## Historia
El molinero Louis-Ernest Ladurée fue un prolífico escritor que produjo obras en casi todos los campos literarios: teatro, novela, poesía, ensayo, historiografía, escritos científicos, cartas, etc. Renombrado partidario de la reforma social, a pesar de la férrea censura y de las sanciones que se aplicaban a quienes la preconizasen, criticaba en sus escritos la intolerancia, los dogmas religiosos y las instituciones francesas de la época que le había tocado vivir.
Mencionado a menudo como originario del suroeste de Francia, pero nacido en París el 21 de febrero de 1836, abrió su tahona en la Rue Royale de París en 1862. En 1871, durante los acontecimientos de la Comuna de París, la tahona fue pasto de las llamas. Louis-Ernest Ladurée se propuso después abrir en el mismo lugar una tienda de repostería cuya decoración interior encargó a Jules Chéret, que pintaría los techos inspirándose en los del Palacio de la Ópera de París. Los rollizos querubines vestidos de pasteleros pintados por Chéret en el techo de la pastelería se convertirían en el emblema de la compañía. El interior del local quedó del mismo color verdeceledón de la fachada.
Durante el Segundo Imperio, proliferaron las cafeterías, y se fueron haciendo cada vez más lujosas. Junto con los restaurantes de moda de la Plaza de la Madeleine, los cafés se impusieron como reputados lugares de encuentro. Allí acudían los varones parisinos acomodados. Las mujeres no eran admitidas en los cafés, y los salones y los círculos literarios ya no estaban de moda. La esposa de Louis-Ernest Ladurée, Jeanne Souchard, hija de un hotelero de Ruan, propuso conjugar la cafetería tradicional parisina con el establecimiento de pastelería, y así nacería uno de los primeros salones de té de París. En 1930, Pierre Desfontaines, nieto de Louis-Ernest Ladurée, habilitó un espacio en el primer piso, de manera que la sala de té de la pastelería Ladurée sería un lugar al que acudirían con frecuencia muchas damas de París para reunirse allí en lugar de hacerlo en sus casas, en los salones y en los círculos literarios, como habían hecho hasta entonces. La casa Ladurée cobraría fama a partir de ese mismo año, por la sala de té y por empezar a ofrecer entrepanes consistentes en dos galletas de macaron con ganache entremedias. La idea se atribuye al mismo Pierre Desfontaines.

## Actualidad de Ladurée
En 1993, Francis Holder, fundador del Grupo Holder, y su hijo David adquirieron Ladurée. Por entonces, Ladurée tenía un volumen de ventas de 24 millones de francos y una plantilla de 140 personas. El mismo grupo Holder posee también la franquicia de panaderías Paul. El pastelero Pierre Hermé dejó la casa Fauchon para entrar de pastelero jefe en Ladurée.
Tras su adquisición por parte de Holder, Ladurée dejó de ser una pastelería artesanal y comenzó un período de expansión: abrió pastelerías con sala de té en los Campos Elíseos y en la calle Bonaparte en 1997.
En 1998, dejó el grupo Pierre Hermé, que fue reemplazado por Philippe Andrieu. Ese mismo año, la empresa tendría un volumen de ventas de 90 millones de francos y 240 personas en plantilla.
Fuera de Francia, la expansión comenzó en Londres en el 2005. Hoy, Ladurée tiene establecimientos en Irlanda, Luxemburgo, Suiza, Mónaco, Italia, el Líbano, Turquía, los Emiratos Árabes Unidos, Arabia Saudí, Kuwait, los Estados Unidos y el Japón. Entre las de unos países y las de otros, Ladurée ha establecido unas 30 tiendas. En 2023 llegó a Ciudad de México, ubicándose en la calle Julio Verne en Polanco, próximamente tendrá una segunda ubicación en Monte Líbano en Lomas de Chapultepec. 
En el 2010, la empresa adquirió un terreno de 20.500 m2 en Bas-Intyamon, localidad situada en el cantón de Friburgo, e invirtió 20 millones de francos suizos con el fin de abrir a finales del 2011 « La Manufacture suisse de macarons ». Esa fábrica estará destinada a los productos de exportación transcontinental.
En el mismo año, se eligió a Ladurée para encargarse de la provisión de macarons en la boda de Alberto II de Mónaco y Charlene Lynette Wittstock.
El sitio de Internet Rue89 describe la composición de los macarons, y rehúsa considerarlos como un producto artesano debido a su fabricación a gran escala.

### Establecimientos en Europa

#### En Francia
La sede social de la compañía está en el n.º 344 de la avenida de la Marne en Marcq-en-Barœul (Departamento del Norte). La empresa está inscrita en el registro mercantil de Roubaix-Tourcoing. El servicio de atención al cliente tiene su sede en la Casa de la Moneda de París, sita en el n.º 2 bis de la rue Guénégaud (VI Distrito de París).
En la ciudad de París, Ladurée cuenta con estas tiendas:
- VI Distrito de París: 
  - en el n.º 21 de la calle Bonaparte[10]

- VIII Distrito de París: 
  - en el n.º 16 de la Rue Royale.[11]

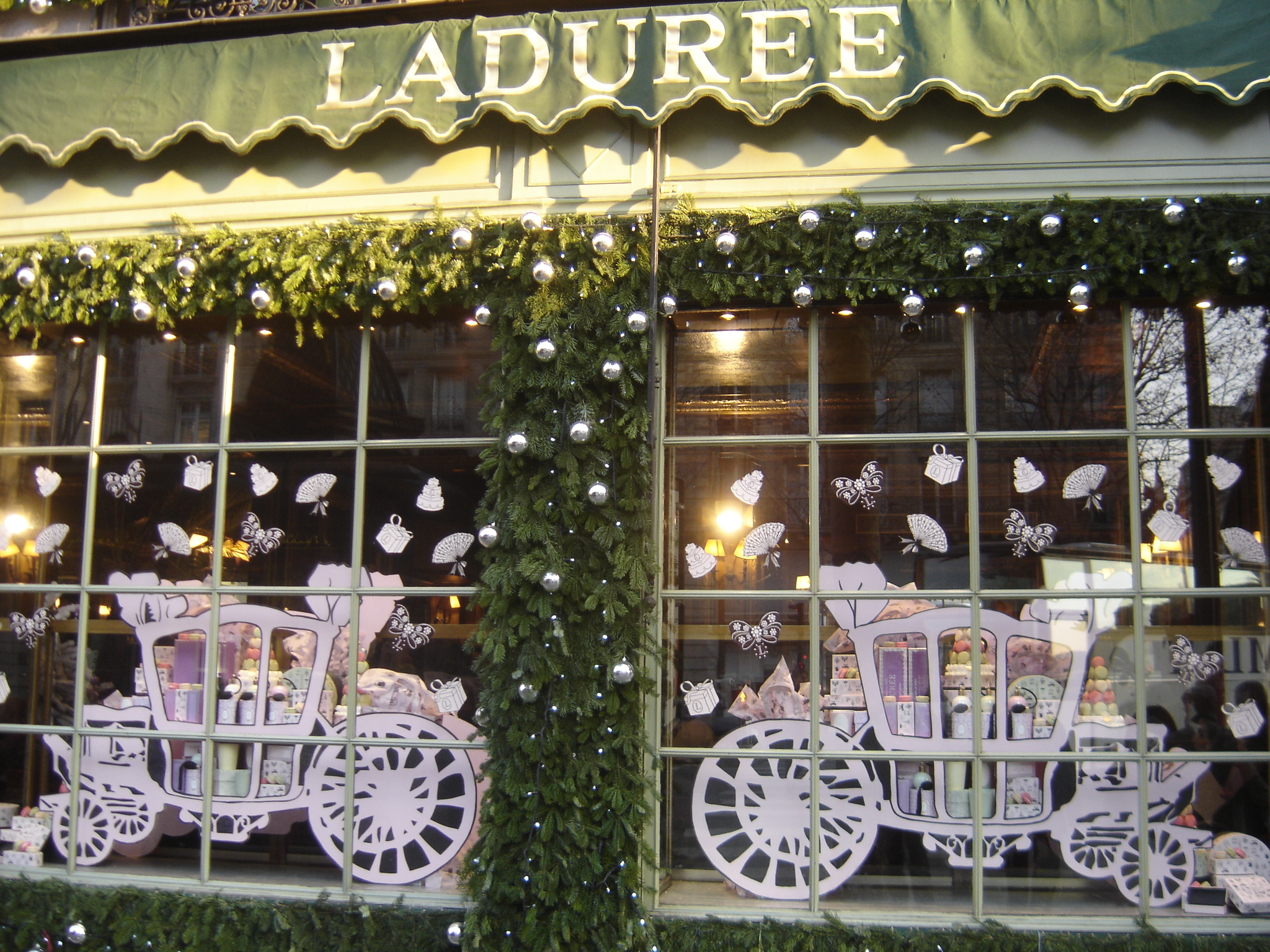
Tienda de la Rue Royale.

  - en el n.º 75 de la Avenida de los Campos Elíseos.[12]
  - en el n.º 13 de la calle Lincoln.[13]
- IX Distrito de París:
  - en el n.º 62 del bulevar Haussmann, en el terreno de los grandes almacenes Printemps.

En las cercanías de París, dispone de estos establecimientos:
- - En los aeropuertos de París:
    - En el Aeropuerto de París-Charles de Gaulle (Tremblay-en-France):
      - en la terminal 2E[14]
      - en la terminal 2F1[15]

    - En el Aeropuerto de París-Orly:
      - en la Terminal Oeste[15]

  - En el Palacio de Versalles:
    - en el pabellón Dufour[16]

  - En Morangis (departamento de Essonne, situado en la Isla de Francia), se dedican espacios de unos 2000 m2 a la fabricación y el almacenamiento de los productos:[17]
    - Fábrica: avenida de Froides-Bouillies.[18] Esta instalación se ocupa de la producción destinada a Francia.
    - Almacenes: n.º 14 de la avenida Aragoa[19]

  - Departamento del Sena y el Marne: en Le Mesnil-Amelot.

#### En otros países de Europa
Fuera de Francia, la empresa cuenta con 11 tiendas en Europa repartidas por 6 países:
- Irlanda: una en Dublín
- Reino Unido: 3 en Londres
- Suiza: una en Ginebra, otra en Lausana y otra en Zúrich
- Luxemburgo: 1
- Mónaco: 1
- Italia: una en Milán y Florencia y Roma
- Bélgica: una en Bruselas

Además de la fábrica de Morangis, que se ocupa de la producción destinada a Francia, hay una en Mónaco orientada al resto de Europa. Se está construyendo otra en Bas-Intyamon (Suiza) para dedicarla al producto de exportación transcontinental.

### Establecimientos en Asia
En Asia, la empresa cuenta con 8 establecimientos repartidos en 5 países:
- En el Japón: en Tokio, Yokohama y Kioto, con un total de 7 tiendas
- En Turquía: 2 tiendas en Estambul
- Una tienda en Dubái
- En el Líbano: una tienda en Beirut
- En Arabia Saudita: una tienda en Riad

## Losmacaronsen los medios de comunicación de masas
Ladurée se encargó de preparar las piezas de repostería que pueden verse en la película de Sofia Coppola María Antonieta: los famosos macarons de Ladurée aparecen en la secuencia que reúne a María Antonieta y el embajador Mercy.
Aparecen también los macarons en la serie de televisión Gossip Girl: son los favoritos del personaje de Blair Waldorf, interpretado por Leighton Meester.
En marzo de 2017, la empresa se retira de Brasil.